# Son of the Beach
Son of the Beach  è una serie televisiva statunitense in 43 episodi trasmessi per la prima volta nel corso di 3 stagioni dal 2000 al 2002. Il titolo Son of the Beach è un gioco di parole riferibile all'insulto in inglese "son of a bitch". Allo stesso modo, diversi nomi dei personaggi sono giochi di parole e calembour.

## Trama
La serie è una parodia di Baywatch e gran parte delle situazioni comiche sono basate su battute e allusioni sessuali e simili. Il personaggio di David Hasselhoff viene qui rappresentato dal guardia-spiaggia Notch Johnson, un uomo medio, panciuto, fuori forma, calvo ma trattato come un maschio attraente. Il resto della sua pattuglia è costituito dai tipici bagnini sciocchi dal torso muscoloso: BJ Cummings, Jamaica St. Croix, Chip Rommel (che è un evidente parodia di Arnold Schwarzenegger) e Kimberlee Clark. Molte delle trame ruotano intorno ai cliché del genere d'azione  con molti ruoli interpretati da attori e personaggi famosi.

## Personaggi
- B.J. Cummings (42 episodi, 2000-2002), interpretato da	Jaime Bergman, doppiata da Maura Cenciarelli.
- Chip Rommel (42 episodi, 2000-2002), interpretato da	Roland Kickinger, doppiato da Roberto Draghetti.
- Jamaica St. Croix (42 episodi, 2000-2002), interpretato da	Leila Arcieri, doppiata da Federica De Bortoli.
- Kimberlee Clark (42 episodi, 2000-2002), interpretata da	Kimberly Oja, doppiata da Sabrina Duranti.
- Notch Johnson (42 episodi, 2000-2002), interpretato da	Timothy Stack, doppiato da Gianni Bersanetti.
- tenente Steve Andrews (28 episodi, 2000-2001), interpretato da	Michael Berensen.
- Anita Massengil (28 episodi, 2000-2001), interpretata da	Lisa Banes, doppiata da Angiola Baggi.
- Porcelain Bidet (14 episodi, 2002), interpretata da	Amy Weber.
- Spank the Monkey (13 episodi, 2002), interpretato da	Lou Rosenthal.
- professor Milosevic (13 episodi, 2000-2002), interpretato da	Robert Ryan.
- Kody Massengil (12 episodi, 2000-2001), interpretato da	Jason Hopkins.
- Ellen (11 episodi, 2000-2002), interpretata da	Lynne Marie Stewart.
- Chappy (10 episodi, 2000-2002), interpretato da	Jack Riley.
- Nick 'Snuggles' Pappasmearos (4 episodi, 2002), interpretato da	Billy Beck.
- Beach Bum (4 episodi, 2000), interpretato da	Brendon John Kelly.
- Vinnie Fellachio (3 episodi, 2000-2002), interpretato da	Vincent Pastore.
- capitano 'Buck' Enteneille (3 episodi, 2000-2002), interpretato da	Alan Thicke.
- colonnello Seymore Kooze (3 episodi, 2002), interpretato da	Lee Majors.
- Divine Rod Petrie (3 episodi, 2000-2002), interpretato da	Mark Hamill.
- Mrs. Strawther (3 episodi, 2000-2002), interpretata da	Maureen McCormick.
- Harry Johnson (3 episodi, 2002), interpretato da	Ian Ziering.
- Nick Pappasmearos Jr. (3 episodi, 2002), interpretato da	Len Lesser.

## Produzione
La serie, ideata da David Morgasen e Timothy Stack e James R. Stein, fu prodotta da Howard Stern Production Company, Loch Lomond Entertainment, Sterling Pacific Films e fX Network e girata a Venice Beach, a Venice e a Los Angeles in California. Le musiche furono composte da James Verboort.

### Registi
Tra i registi della serie sono accreditati:
- Scott McAboy (18 episodi, 2000-2002)
- Tim Andrew (9 episodi, 2001-2002)
- George Verschoor (5 episodi, 2000)
- John Putch (3 episodi, 2001)
- Bill Tunnicliffe (2 episodi, 2000)
- Jack Murray (2 episodi, 2002)

## Distribuzione
La serie fu trasmessa negli Stati Uniti dal 2000 al 2002 sulla rete televisiva FX (Stati Uniti d'America). In Italia è stata trasmessa su FX dal maggio del 2006 con il titolo Son of the Beach.
Alcune delle uscite internazionali sono state:
- negli Stati Uniti il 13 marzo 2000 (Son of the Beach)
- in Svezia il 6 marzo 2001 (Babewatch)
- in Francia il 11 maggio 2001 (Son of the Beach)
- in Australia il 13 gennaio 2002
- in Norvegia il 2 luglio 2002
- in Ungheria il 31 agosto 2002 (Tengerparti fenegyerek)
- in Argentina (Hijo de la playa)
- in Finlandia (Rantojen kunkku)
- in Danimarca (Strandløven)
- in Grecia (Trela... sosivia)
- in Italia (Son of the Beach)

## Episodi
| Stagione         | Episodi | Prima TV USA |
| ---------------- | ------- | ------------ |
| Prima stagione   | 13      | 2000         |
| Seconda stagione | 16      | 2001         |
| Terza stagione   | 14      | 2002         |